# Marjorita Huldén
Birgit Marjorita Huldén, född 1 januari 1947 i Helsingfors, är en finländsk skådespelare.
Huldén studerade först vid Helsingfors universitet i tre år och därefter vid Svenska teaterskolan 1969–73. Hon har varit anställd vid Åbo svenska teater, vid Svenska Teatern, Wasa Teater och Skolteatern, men har sedan 1982 huvudsakligen varit frilansande teaterskådespelare. Hon har även medverkat i TV-produktioner, bland annat i titelrollen Madeleine i filmatiseringen av Christer Kihlmans roman med samma namn och i sjukhusserien "Undergörarna".